# Joe Louis
Joseph Louis Barrow (n. 13 mai 1914, LaFayette⁠(d), Alabama, SUA – d. 12 aprilie 1981, Las Vegas, Nevada, SUA), cunoscut profesional ca Joe Louis, a fost un boxer profesionist american care a concurat din 1934 până în 1951.
A fost campion mondial la greutatea grea între 1937 și 1949 și este considerat a fi unul dintre cei mai mari boxeri la greutate grea din toate timpurile. Poreclit The Brown Bomber (Bombardierul Negru), a detinut campionatul la categoria grea timp de 140 luni consecutive, timp în care a participat la 26 de lupte de campionat. Cea de-a 27-a luptă, împotriva lui Ezzard Charles în 1950, a fost o provocare pentru titlul la categoria grea detinut de Ezzard Charles. El a fost victorios în 25 de apărari consecutive la titlu.
În 2005, Louis a fost clasat drept cel mai bun boxer la categoria grea din toate timpurile de către Organizația Internațională de Cercetare a Boxului, și a fost clasat pe locul 1 în lista revistei The Ring din „cei mai mari 100 punctători din toate timpurile”. Louis a avut cea mai lungă domnie din istorie drept campion mondial la categoria grea, aproximativ 12 ani fara intrerupere.
Impactul cultural al lui Louis a fost simțit în afara ringului. El este privit pe scară largă ca fiind prima persoană de origine afro-americană care a obținut statutul de erou la nivel național în Statele Unite și a fost, de asemenea, un punct focal al sentimentului anti-nazist care a dus până și în timpul celui de-al doilea război mondial. El a contribuit la integrarea jocului de golf, si la ruperea barierei de culoare a sportului din America.

## Viața timpurie
Născut în Chambers County, Alabama (într-o locuință dărăpănată pe Bell Chapel Road, situat la aproximativ un kilometru de pe șoseaua 50 și aproximativ șase mile (10 km) la nord de Lafayette), Louis a fost fiul lui Munroe Barrow și Lillie (Reese) Barrow, al șaptelea din opt copii. El a cântărit 11 pounzi (5 kg) la naștere, și ambii părinții ai lui Louis au fost copii de foști sclavi. Mama sa, Lillie, a fost pe jumătate Cherokee.

## Rezultate în boxul profesionist
| No. | Rez.       | La general | Adversar           | Tip | Runda, timp   | Data           | Locație                                                   | Note |
| --- | ---------- | ---------- | ------------------ | --- | ------------- | -------------- | --------------------------------------------------------- | --- |
| 69  | Înfrângere | 66–3       | Rocky Marciano     | TKO | 8 (10)        | 26/10/1951     | Madison Square Garden, New York City, New York, U.S.      | |
| 68  | Victorie   | 66–2       | Jimmy Bivins       | UD  | 10            | 15/08/1951     | Memorial Stadium, Baltimore, Maryland, U.S.               | |
| 67  | Victorie   | 65–2       | Cesar Brion        | UD  | 10            | 01/08/1951     | Cow Palace, Daly City, California, U.S.                   | |
| 66  | Victorie   | 64–2       | Lee Savold         | KO  | 6 (15), 2:29  | 15/06/1951     | Madison Square Garden, New York City, New York, U.S.      | |
| 65  | Victorie   | 63–2       | Omelio Agramonte   | UD  | 10            | 02/05/1951     | Olympia, Detroit, Michigan, U.S.                          | |
| 64  | Victorie   | 62–2       | Andy Walker        | TKO | 10 (10), 1:49 | 23/02/1951     | Cow Palace, Daly City, California, U.S.                   | |
| 63  | Victorie   | 61–2       | Omelio Agramonte   | UD  | 10            | 07/02/1951     | Miami Stadium, Miami, Florida, U.S.                       | |
| 62  | Victorie   | 60–2       | Freddie Beshore    | TKO | 4 (10), 2:48  | 03/01/1951     | Olympia, Detroit, Michigan, U.S.                          | |
| 61  | Victorie   | 59–2       | Cesar Brion        | UD  | 10            | 29/11/1950     | Chicago Stadium, Chicago, Illinois, U.S.                  | |
| 60  | Înfrângere | 58–2       | Ezzard Charles     | UD  | 15            | 27/09/1950     | Yankee Stadium, New York City, New York, U.S.             | For NBA, vacant The Ring and world heavyweight titles                                                         |
| 59  | Victorie   | 58–1       | Jersey Joe Walcott | KO  | 11 (15)       | 25/06/1948     | Yankee Stadium, New York City, New York, U.S.             | Retained The Ring and world heavyweight titles                                                                |
| 58  | Victorie   | 57–1       | Jersey Joe Walcott | SD  | 15            | 05/12/1947     | Madison Square Garden, New York City, New York, U.S.      | Retained The Ring and world heavyweight titles                                                                |
| 57  | Victorie   | 56–1       | Tami Mauriello     | KO  | 1 (15), 2:09  | 18/09/1946     | Yankee Stadium, New York City, New York, U.S.             | Retained The Ring and world heavyweight titles                                                                |
| 56  | Victorie   | 55–1       | Billy Conn         | KO  | 8 (15), 2:19  | 19/06/1946     | Yankee Stadium, New York City, New York, U.S.             | Retained The Ring and world heavyweight titles                                                                |
| 55  | Victorie   | 54–1       | Johnny Davis       | TKO | 1 (4), 0:53   | 14/11/1944     | Memorial Auditorium, Buffalo, New York, U.S.              | Retained NYSAC heavyweight title                                                                              |
| 54  | Victorie   | 53–1       | Abe Simon          | TKO | 6 (15), 0:16  | 27/03/1942     | Madison Square Garden, New York City, New York, U.S.      | Retained The Ring and world heavyweight titles                                                                |
| 53  | Victorie   | 52–1       | Buddy Baer         | KO  | 1 (15), 2:56  | 09/01/1942     | Madison Square Garden, New York City, New York, U.S.      | Retained The Ring and world heavyweight titles                                                                |
| 52  | Victorie   | 51–1       | Lou Nova           | TKO | 6 (15), 2:59  | 29/09/1941     | Polo Grounds, New York City, New York, U.S.               | Retained The Ring and world heavyweight titles                                                                |
| 51  | Victorie   | 50–1       | Billy Conn         | KO  | 13 (15), 2:58 | 18/06/1941     | Polo Grounds, New York City, New York, U.S.               | Retained The Ring and world heavyweight titles                                                                |
| 50  | Victorie   | 49–1       | Buddy Baer         | DQ  | 7 (15), 3:00  | 23/05/1941     | Griffith Stadium, Washington, D.C., U.S.                  | Retained The Ring and world heavyweight titles; Baer disqualified after his manager refused to leave the ring |
| 49  | Victorie   | 48–1       | Tony Musto         | TKO | 9 (15), 1:36  | Aug 4, 1941    | St. Louis Arena, St. Louis, Missouri, U.S.                | Retained The Ring and world heavyweight titles                                                                |
| 48  | Victorie   | 47–1       | Abe Simon          | TKO | 13 (20), 1:20 | Mar 21, 1941   | Olympia, Detroit, Michigan, U.S.                          | Retained The Ring and world heavyweight titles                                                                |
| 47  | Victorie   | 46–1       | Gus Dorazio        | KO  | 2 (15), 1:30  | Feb 17, 1941   | Convention Hall, Philadelphia, Pennsylvania, U.S.         | Retained The Ring and world heavyweight titles                                                                |
| 46  | Victorie   | 45–1       | Red Burman         | KO  | 5 (15), 2:49  | Jan 31, 1941   | Madison Square Garden, New York City, New York, U.S.      | Retained The Ring and world heavyweight titles                                                                |
| 45  | Victorie   | 44–1       | Al McCoy           | RTD | 5 (15), 3:00  | Dec 16, 1940   | Boston Garden, Boston, Massachusetts, U.S.                | Retained The Ring and world heavyweight titles                                                                |
| 44  | Victorie   | 43–1       | Arturo Godoy       | TKO | 8 (15), 1:24  | Jun 20, 1940   | Yankee Stadium, New York City, New York, U.S.             | Retained The Ring and world heavyweight titles                                                                |
| 43  | Victorie   | 42–1       | Johnny Paychek     | TKO | 2 (15), 0:41  | Mar 29, 1940   | Madison Square Garden, New York City, New York, U.S.      | Retained The Ring and world heavyweight titles                                                                |
| 42  | Victorie   | 41–1       | Arturo Godoy       | SD  | 15            | Feb 9, 1940    | Madison Square Garden, New York City, New York, U.S.      | Retained The Ring and world heavyweight titles                                                                |
| 41  | Victorie   | 40–1       | Bob Pastor         | KO  | 11 (20), 0:38 | Sep 20, 1939   | Briggs Stadium, Detroit, Michigan, U.S.                   | Retained The Ring and world heavyweight titles                                                                |
| 40  | Victorie   | 39–1       | Tony Galento       | TKO | 4 (15), 2:29  | Jun 28, 1939   | Yankee Stadium, New York City, New York, U.S.             | Retained The Ring and world heavyweight titles                                                                |
| 39  | Victorie   | 38–1       | Jack Roper         | KO  | 1 (10), 2:20  | Apr 17, 1939   | Wrigley Field, Los Angeles, California, U.S.              | Retained The Ring and world heavyweight titles                                                                |
| 38  | Victorie   | 37–1       | John Henry Lewis   | KO  | 1 (15), 2:29  | Jan 25, 1939   | Madison Square Garden, New York City, New York, U.S.      | Retained The Ring and world heavyweight titles                                                                |
| 37  | Victorie   | 36–1       | Max Schmeling      | KO  | 1 (15), 2:04  | Jun 22, 1938   | Yankee Stadium, New York City, New York, U.S.             | Retained NBA, NYSAC, The Ring, and world heavyweight titles                                                   |
| 36  | Victorie   | 35–1       | Harry Thomas       | KO  | 5 (15), 2:50  | 4 aprilie 1938 | Chicago Stadium, Chicago, Illinois, U.S.                  | Retained The Ring and world heavyweight titles                                                                |
| 35  | Victorie   | 34–1       | Nathan Mann        | KO  | 3 (15), 1:36  | Feb 23, 1938   | Madison Square Garden, New York City, New York, U.S.      | Retained The Ring and world heavyweight titles                                                                |
| 34  | Victorie   | 33–1       | Tommy Farr         | UD  | 15            | Aug 30, 1937   | Yankee Stadium, New York City, New York, U.S.             | Retained The Ring and world heavyweight titles                                                                |
| 33  | Victorie   | 32–1       | James J. Braddock  | KO  | 8 (15)        | Jun 22, 1937   | Comiskey Park, Chicago, Illinois, U.S.                    | Won NBA, NYSAC, The Ring, and world heavyweight titles                                                        |
| 32  | Victorie   | 31–1       | Natie Brown        | KO  | 4 (10), 0:52  | Feb 17, 1937   | Municipal Auditorium, Kansas City, Missouri, U.S.         | |
| 31  | Victorie   | 30–1       | Bob Pastor         | UD  | 10            | Jan 29, 1937   | Madison Square Garden, New York City, New York, U.S.      | |
| 30  | Victorie   | 29–1       | Steve Ketchel      | KO  | 2 (4), 0:31   | Nov 1, 1937    | Broadway Auditorium, Buffalo, New York, U.S.              | |
| 29  | Victorie   | 28–1       | Eddie Simms        | TKO | 1 (10), 0:26  | Dec 14, 1936   | Public Hall, Cleveland, Ohio, U.S.                        | |
| 28  | Victorie   | 27–1       | Jorge Brescia      | KO  | 3 (10), 2:12  | Sep 10, 1936   | Hippodrome Theatre, New York City, New York, U.S.         | |
| 27  | Victorie   | 26–1       | Al Ettore          | KO  | 5 (15), 1:28  | Sep 22, 1936   | Municipal Stadium, Philadelphia, Pennsylvania, U.S.       | |
| 26  | Victorie   | 25–1       | Jack Sharkey       | KO  | 3 (10), 1:02  | Aug 18, 1936   | Yankee Stadium, New York City, New York, U.S.             | |
| 25  | Înfrângere | 24–1       | Max Schmeling      | KO  | 12 (15), 2:29 | Jun 19, 1936   | Yankee Stadium, New York City, New York, U.S.             | |
| 24  | Victorie   | 24–0       | Charley Retzlaff   | KO  | 1 (15), 1:25  | Jan 17, 1936   | Chicago Stadium, Chicago, Illinois, U.S.                  | |
| 23  | Victorie   | 23–0       | Paulino Uzcudun    | TKO | 4 (15), 2:32  | Dec 13, 1935   | Madison Square Garden, New York City, New York, U.S.      | |
| 22  | Victorie   | 22–0       | Max Baer           | KO  | 4 (15), 3:09  | Sep 24, 1935   | Yankee Stadium, New York City, New York, U.S.             | |
| 21  | Victorie   | 21–0       | King Levinsky      | TKO | 1 (10), 2:21  | Jul 8, 1935    | Comiskey Park, Chicago, Illinois, U.S.                    | |
| 20  | Victorie   | 20–0       | Primo Carnera      | TKO | 6 (15), 2:32  | Jun 25, 1935   | Yankee Stadium, New York City, New York, U.S.             | |
| 19  | Victorie   | 19–0       | Biff Bennett       | KO  | 1 (6), 1:15   | Apr 22, 1935   | Memorial Hall, Dayton, Ohio, U.S.                         | |
| 18  | Victorie   | 18–0       | Roy Lazer          | KO  | 3 (10), 2:28  | Dec 4, 1935    | Chicago Stadium, Chicago, Illinois, U.S.                  | |
| 17  | Victorie   | 17–0       | Natie Brown        | UD  | 10            | Mar 29, 1935   | Olympia, Detroit, Michigan, U.S.                          | |
| 16  | Victorie   | 16–0       | Don "Red" Barry    | TKO | 3 (10), 1:30  | Aug 3, 1935    | New Dreamland Auditorium, San Francisco, California, U.S. | |
| 15  | Victorie   | 15–0       | Lee Ramage         | TKO | 2 (10), 2:11  | Feb 21, 1935   | Wrigley Field, Los Angeles, California, U.S.              | |
| 14  | Victorie   | 14–0       | Hans Birkie        | TKO | 10 (10), 1:47 | Nov 1, 1935    | Duquesne Gardens, Pittsburgh, Pennsylvania, U.S.          | |
| 13  | Victorie   | 13–0       | Patsy Perroni      | PTS | 10            | Apr 1, 1935    | Olympia, Detroit, Michigan, U.S.                          | |
| 12  | Victorie   | 12–0       | Lee Ramage         | TKO | 8 (10), 2:51  | Dec 14, 1934   | Chicago Stadium, Chicago, Illinois, U.S.                  | |
| 11  | Victorie   | 11–0       | Charley Massera    | KO  | 3 (10), 2:41  | Nov 30, 1934   | Coliseum, Chicago, Illinois, U.S.                         | |
| 10  | Victorie   | 10–0       | Stanley Poreda     | KO  | 1 (10), 2:40  | Nov 14, 1934   | Arcadia Gardens, Chicago, Illinois, U.S.                  | |
| 9   | Victorie   | 9–0        | Jack O'Dowd        | KO  | 2 (10)        | Oct 31, 1934   | Arcadia Gardens, Chicago, Illinois, U.S.                  | |
| 8   | Victorie   | 8–0        | Art Sykes          | KO  | 8 (10)        | Oct 24, 1934   | Arcadia Gardens, Chicago, Illinois, U.S.                  | |
| 7   | Victorie   | 7–0        | Adolph Wiater      | PTS | 10            | Sep 26, 1934   | Arcadia Gardens, Chicago, Illinois, U.S.                  | |
| 6   | Victorie   | 6–0        | Al Delaney         | TKO | 4 (10)        | Sep 11, 1934   | Naval Armory, Detroit, Michigan, U.S.                     | |
| 5   | Victorie   | 5–0        | Buck Everett       | KO  | 2 (8)         | Aug 27, 1934   | Marigold Gardens Outdoor Arena, Chicago, Illinois, U.S.   | |
| 4   | Victorie   | 4–0        | Jack Kranz         | UD  | 8             | Aug 13, 1934   | Marigold Gardens Outdoor Arena, Chicago, Illinois, U.S.   | |
| 3   | Victorie   | 3–0        | Larry Udell        | TKO | 2 (8)         | Jul 30, 1934   | Marigold Gardens Outdoor Arena, Chicago, Illinois, U.S.   | |
| 2   | Victorie   | 2–0        | Willie Davies      | ТKO | 3 (6)         | Jul 12, 1934   | Bacon's Arena, Chicago, Illinois, U.S.                    | |
| 1   | Victorie   | 1–0        | Jack Kracken       | KO  | 1 (6)         | Jul 7, 1934    | Bacon's Arena, Chicago, Illinois, U.S.                    | Professional debut                                                                                            |